# Blasphemous Rumours / Somebody
Singles de Depeche Mode
Master and Servant
(1984) Shake the Disease
(1985)
Blasphemous Rumours/Somebody est le douzième single de Depeche Mode et le premier double du groupe, sorti le 29 octobre 1984.
Les deux titres sont extraits de l'album Some Great Reward. Somebody est le premier single avec Martin Gore en tant que chanteur principal, le premier des trois sortis jusqu'à présent. Le double single a atteint la 16e place du classement britannique des meilleures ventes de single.
Les clips musicaux des deux singles sont réalisés par Clive Richardson. Celui de Blasphemous Rumours montre le groupe dans ce qui semble être une sorte de concert intimiste.

## Informations
L'incident mentionné dans  Blasphemous Rumours serait basé sur une histoire vraie. La chanson parle d'une fille de 16 ans ayant raté sa tentative de suicide en se tailladant les poignets. L'histoire continue alors que la fille a désormais 18 ans. Elle retrouve la foi en Dieu mais se fait renverser par une voiture et est maintenue en vie par des machines avant de mourir peu de temps après. La conclusion de la chanson est donc la suivante : "Je ne veux pas lancer de rumeurs blasphématoires mais je pense que Dieu a un sens de l'humour répugnant, et quand je mourrai, je m'attends à le trouver en train de rire.". ("I don't want to start any blasphemous rumours but I think that God's got a sick sense of humor, and when I die, I expect to find Him laughing.")
À l'opposé, Somebody, qui est chantée par Martin L. Gore est une chanson beaucoup plus douce, une chanson d'amour dans laquelle Gore chante le désir de trouver quelqu'un qui soit son amour, son confident, et qui respecte ses opinions.

## Liste des chansons
Toutes les chansons sont l'œuvre de Martin L. Gore à l'exception de:
- Ice Machine par Vince Clarke
- Two Minute Warning par Alan Wilder

### Vinyle 7": Mute / Bong7 (R-U)
1. Blasphemous Rumours – 5:06
2. Somebody (Remix) – 4:19

### Vinyle 12": Mute / 12Bong7 (R-U)
1. Blasphemous Rumours – 6:20
2. Somebody (Live) – 4:26
3. Two Minute Warning (Live) – 4:36
4. Ice Machine (Live) – 3:45
5. Everything Counts (Live) – 5:53

- Cette version du single a été éditée en CD.

### CD: Mute / CDBong7 (R-U)
1. Blasphemous Rumours – 6:20
2. Told You So (Live) – 4:56
3. Somebody (Remix) – 4:19
4. Everything Counts (Live) – 5:53

- Le single CD est sorti en 1991 dans le cadre d'une compilation de CD singles.

Toutes les chansons live ont été enregistrées à l'Empire Theatre de Liverpool le 29 septembre 1984.

## Reprises
- The Observatory, Duncan Sheik ont fait une reprise de Blasphemous Rumours.
- Veruca Salt a participé à une reprise de Somebody pour l'album hommage à Depeche Mode, For the Masses.
- Gregorian a repris Blasphemous Rumours sur leur album Masters of Chant Chapter III.
- Kiki and Herb a aussi repris la chanson sur leur album Do You Hear What We Hear?
- Angelzoom a repris Blasphemous Rumours sur leur premier album Angelzoom
- Leæther Strip a repris Blasphemous Rumours sur l'album Ængelmaker.
- Le groupe KOBUS! a repris Blasphemous Rumours sur un album sud-africain hommage à Depeche Mode, "Mode of Obscurity".
- Sylvain Chauveau a repris Blasphemous Rumours pour Down to the Bone - An Acoustic Tribute to Depeche Mode avec Ensemble Nocturne.
- Le groupe russe de blues "Billy's Band" a repris Somebody sur leur album de reprises Chuzhiye
- Dune a repris Somebody sur leur album Forever. La chanson est chantée par une femme et les paroles sont changées sur le sexe opposé.
- Le vocaliste polonais Stanisław Sojka a repris Somebody sur un album polonais d'hommage à Depeche Mode Master of Celebration

## Classements
| Pays        | Meilleure position |
| ----------- | ------------------ |
| Allemagne   | 22                 |
| Irlande     | 8                  |
| Royaume-Uni | 16                 |
| Suisse      | 19                 |